# Fédération croate d'athlétisme
La Fédération croate d'athlétisme (en croate Hrvatski atletski savez, HAS) est la fédération d'athlétisme de la Croatie, affiliée à l'Association européenne d'athlétisme et à l'IAAF depuis 1993. Elle a été fondée en 1992, lors de l'éclatement de la Yougoslavie, même si elle fait remonter son histoire à 1912, pendant l'Empire austro-hongrois, et son président actuel est Luciano Sušanj.